# Franciscus Xaveriuskathedraal
De Kathedraal van Franciscus Xaverius (Wit-Russisch: Кафедральны касцёл Святога Францішка Ксаверыя) is de kathedraal van het rooms-katholieke bisdom Hrodna Hrodna in Wit-Rusland. Dit gebied van het land behoorde lange tijd toe aan Polen. Een groot deel van de bevolking van Grodno spreekt nog steeds Pools en belijdt het rooms-katholieke geloof.
De kerk is rijk versierd met beelden, stucwerk en fresco's. Het enorme en indrukwekkende hoogaltaar in de stijl van de contrareformatie is 21 meter hoog en heeft een overdaad aan beelden, van elkaar gescheiden door pilaren. De overige 13 altaren bevinden zich aan weerszijden van het schip tussen de pilaren. Eén ervan is gewijd aan de heilige Theresia van Lisieux.

## Geschiedenis
De kathedraal werd gebouwd in de jaren 1678-1683 door de Sociëteit van Jezus in de stijl van de barok en gewijd aan de heilige Franciscus Xaverius. De Jezuïeten waren een eeuw eerder door koning Stefanus Báthory uitgenodigd naar Polen te komen. Door oorlogen werd de kerk pas op 6 december 1705 gewijd door de bisschop in aanwezigheid van koning August II en tsaar Peter de Grote. De kerk werd een van de meest welvarende kerken van Oost-Europa. Samen met een seminarie, een college, een hospitaal en apotheek en andere kantoorgebouwen vormde de kerk een aparte wijk in de stad. In het begin van de 18e eeuw werden de koepels voltooid en de fresco's werden in 1752 aangebracht. Nadat Hrodna aan het Keizerrijk Rusland toeviel werden de gebouwen van het jezuïetencollege overgenomen door overheidsinstellingen.
Tijdens de Sovjetperiode, van 1960 tot 1988, was de kerk een museum. Tijdens de perestrojka werd de kerk teruggegeven aan de Rooms-Katholieke Kerk. Daarna werd een restauratie van het gebouw uitgevoerd. In 1990 werd de kerk door paus Johannes Paulus II verheven tot basiliek. Een jaar later werd de kerk de kathedraal van het bisdom.